# Prototyphis
Prototyphis is een geslacht van weekdieren uit de klasse van de Gastropoda (slakken).

## Soorten
- Prototyphis allani (Maxwell, 1971) †
- Prototyphis angasi (Crosse, 1863)
- Prototyphis awamoanus (Finlay, 1930) †
- Prototyphis eos (Hutton, 1873)
- Prototyphis gracilis Houart & Héros, 2008
- Prototyphis tahuensis (Maxwell, 1971) †